# Chusquea baculifera
Chusquea baculifera är en gräsart som beskrevs av Silveira. Chusquea baculifera ingår i släktet Chusquea och familjen gräs. Inga underarter finns listade i Catalogue of Life.